# اوجور بولات
اوجور بولات هو ممثل تركي وألماني، ولد في 1961 بإسطنبول في تركيا.

## وصلات خارجية
- اوجور بولات على موقع IMDb (الإنجليزية)
- اوجور بولات على موقع روتن توميتوز (الإنجليزية)
- اوجور بولات على موقع قاعدة بيانات الأفلام العربية
- اوجور بولات على موقع ألو سيني (الفرنسية)
- اوجور بولات على موقع أول موفي (الإنجليزية)
- اوجور بولات على موقع قاعدة بيانات الأفلام السويدية (السويدية)
- اوجور بولات على موقع قاعدة بيانات الفيلم (الإنجليزية)
- اوجور بولات على موقع كينوبويسك (الروسية)